# Dicaeum retrocinctum
Pica-flor-de-mindoro ou pica-flor-de-colar (Dicaeum retrocinctum) é uma espécie de ave da família Dicaeidae.
É endémica das Filipinas.
Os seus habitats naturais são: florestas subtropicais ou tropicais húmidas de baixa altitude.
Está ameaçada por perda de habitat.